# Chifleyjev stolp
Chifleyjev stolp (angleško Chifley Tower) je drugi najvišji nebotičnik v Sydneyju v Avstraliji. V višino meri 244 m.
Nahaja se na trgu Chifley v Sydenyu. Sosednje ulice so Hunter, Phillip in Bent Streets. S stolpa se odpira pogled na pristanišče. Zgradba služi predvsem v trgovske, finančne in pravne namene.
Leta 2000 so na streho dodali trimeterski svetlobni stolp. Na strehi je postavljeno jekleno nikalo, ki preprečuje gibanje zgradbe v vetru. Zgrajeno je iz 8x75 mm žice in tehta 400 ton. Restavracija v 41 nastropju se nahaja 185 m nad nivojem ulice.
Stolp je poimenovan po avstralskem ministerskem predsedniku Benu Chifleyju.